# Monchy-le-Preux
Monchy-le-Preux – miejscowość i gmina we Francji, w regionie Hauts-de-France, w departamencie Pas-de-Calais.
Według danych na rok 1990 gminę zamieszkiwało 487 osób, a gęstość zaludnienia wynosiła 53 osób/km² (wśród 1549 gmin regionu Nord-Pas-de-Calais Monchy-le-Preux plasuje się na 792. miejscu pod względem liczby ludności, natomiast pod względem powierzchni na miejscu 371.).